# Stenophrixothrix mandibularis
Stenophrixothrix mandibularis är en skalbaggsart som beskrevs av Wittmer 1988. Stenophrixothrix mandibularis ingår i släktet Stenophrixothrix och familjen Phengodidae. Inga underarter finns listade i Catalogue of Life.